# アル＝マワシ空爆 (2024年12月)
アル＝マワシ空爆（アル＝マワシくうばく、英: Al-Mawasi attack）は、2024年12月4日にイスラエル国防軍（以下IDF）が行ったとされる、アル＝マワシに対する二度の空爆。アル＝マワシはハーン・ユーニス県内の指定された避難地域に指定されている。空爆とそれに伴う火災によって難民キャンプへも影響を与え、複数の民間人の死傷者を出し、多くの施設に甚大な被害を及ぼした。

## 空爆
2024年12月4日、イスラエル航空宇宙軍は19時20分（パレスチナ時間）近くに、アル＝マワシに対して2回にわたって空爆を行った。この空爆により、避難民が住む仮設テントで複数件火災が発生し、パレスチナ市民防衛隊が救助活動を行いながら、即座に消火活動を行った。火災が広がり始めたとき、多くの避難民はまだ仮設テントの中にいた。

## 影響
総死者数は午後にかけて徐々に増えていった。初期の報道では20人が死亡し、市民防衛隊の報道官は犠牲者の中に子供も含まれていることを確認した。空爆の影響で、数十人の負傷者を出し、医療チームは限られた資源で尽力したもののスタッフ不足のため、重傷を負った生存者の治療で手一杯となっていた。その結果、初期に搬送された生存者の多くが重度の火傷や爆発による傷でその後に死亡した。
この空爆は、避難所や宿泊施設にも甚大な被害をもたらし、その多くが全壊した。